# Campagne-lès-Hesdin
Campagne-lès-Hesdin is a commune in the Pas-de-Calais department in northern Pháp.

## Dân số
| 1962                                                    | 1968 | 1975 | 1982 | 1990 | 1999 |
| ------------------------------------------------------- | ---- | ---- | ---- | ---- | ---- |
| 1152                                                    | 1334 | 1448 | 1474 | 1604 | 1696 |
| Counting started in 1962: Population without duplicates |      |      |      |      |      |